# Nathan Ribeiro
Nathan Otávio Ribeiro, conhecido simplesmente como Nathan Ribeiro (Corbélia, 2 de junho de 1990) é um ex-futebolista brasileiro com naturalidade catariana que atuava como zagueiro.

## Carreira

### Antecedentes
Nascido em Corbélia, interior do Paraná, Nathan passou pelas categorias de base do Toledo e do Cruzeiro. Quando estava prestes a completar 18 anos, um empresário propôs que ele e seu irmão Wagner Ribeiro fossem jogar no futebol árabe. Os dois toparam e assinaram seus primeiros contratos profissionais assim que completaram a maioridade.

### Al-Rayyan
Nathan Ribeiro começou sua carreira profissional no time catariano Al-Rayyan. Ele fez sua estreia com a camisa do clube no dia 17 de fevereiro de 2012 em uma partida em casa contra o Al-Arabi, que terminou 3–0 pro seu clube. Marcou seu primeiro gol em 11 de março de 2012 em uma vitória fora de casa sobre o Al-Gharafa por 5–1.
Após ganhar confiança do clube, naturalizou-se catariano em outubro de 2013, após morar no país por 5 anos, para não contar para a cota de jogadores estrangeiros de seu clube. Pelo Al-Rayyan, fez 81 partidas e 8 gols.

### Fluminense
Em 2 de maio de 2018, o Fluminense anunciou a compra do zagueiro por nenhum custo após rescindir com o Al-Rayyan, por um contrato até 2019. Fez sua primeira partida pelo clube carioca em 6 de maio, quando o seu time venceu fora de casa o Vitória por 2–1, pelo Brasileirão de 2018.
Durante sua primeira passagem pelo Fluminense, participou de 5 partidas e marcando nenhum gol.

### Kashiwa Reysol
Pouco aproveitado no Fluminense, em 27 de junho de 2018, foi anunciado o seu empréstimo por seis meses ao Kashiwa Reysol. Fez sua primeira partida em 5 de agosto, em uma vitória por 2–1 fora de casa contra o Consadole Sapporo, entrando como substituto no segundo tempo. Entrou em apenas 8 partidas e marcou nenhum gol, sendo pouco aproveitado pelo clube.

### Retorno ao Fluminense
Após decidir não renovar com o Kashiwa Reysol, em 4 de dezembro de 2018, foi anunciado o seu retorno ao Fluminense. Seu retorno oficial aconteceu em 24 de janeiro de 2019, em uma vitória fora de casa contra o Americano por 4–0, pela Taça Guanabara de 2019, entrando como um substituto no segundo tempo. Pouco aproveitado em 2019, jogou apenas 4 partidas e marcou nenhum gol pela equipe.

### Fortaleza
No dia 28 de fevereiro de 2019, Nathan Ribeiro foi anunciado como o novo reforço do Fortaleza. Fez sua estreia pela equipe em 23 de março, quando entrou como titular em um empate por 1–1 contra o Moto Club pela Copa do Nordeste de 2019, mas acabou atuando por 38 minutos e foi substituído por Patrick Marcelino.
Nathan teve poucas chances no time titular. Mesmo com a lesão de Roger Carvalho, o jogador permaneceu no banco de reservas, e atuou em apenas 11 partidas durante todo o ano no clube. Em 2 de outubro de 2019, Nathan Ribeiro rescindiu seu contrato com o Fortaleza.

### Coritiba
Em 7 de outubro de 2019, Nathan Ribeiro foi anunciado como o novo reforço do Coritiba por um contrato de empréstimo até o final de 2019. Fez sua primeira com a camisa coxa-branca em 1 de novembro de 2019, em uma vitória por 1–0 fora de casa contra o Botafogo-SP, pela Série B de 2019.
Mesmo não jogando bastante com muitas lesões, em 9 de dezembro de 2020, prorrogou seu contrato com o Coritiba até o fevereiro de 2021.

### Aposentadoria
No dia 25 de abril de 2023, após ficar dois anos sem clube após deixar o Coritiba, Nathan Ribeiro anunciou sua aposentadoria como jogador.

## Títulos
Al-Rayyan
- Liga de Futebol do Catar: 2015–16
- Copa do Emir de Catar: 2010, 2011 e 2013
- Copa da Coroa do Príncipe do Catar: 2012
- Sheikh Jassem Cup: 2012 e 2013

Fortaleza
- Campeonato Cearense: 2019
- Copa do Nordeste: 2019

## Vida pessoal
O irmão mais velho de Nathan, Wagner Ribeiro, também é jogador de futebol e atua como atacante.